# HD 26677
HD 26677，又名BD+08 651，SAO 111671、HR 1308，是一颗恒星，视星等为6.51，位于銀經183.86，銀緯-29.25，其B1900.0坐标为赤經4h 8m 5.6s，赤緯+8° -29.25′ 9″。